# Xã Clinton, Quận Wayne, Ohio
Xã Clinton (tiếng Anh: Clinton Township) là một xã thuộc quận Wayne, tiểu bang Ohio, Hoa Kỳ. Năm 2010, dân số của xã này là 3.081 người.